# Kryptopterus
Kryptopterus is een geslacht van straalvinnige vissen uit de familie van echte meervallen (Siluridae).

## Soorten
- Kryptopterus baramensis Ng, 2002
- Kryptopterus bicirrhis (Valenciennes, 1840)
- Kryptopterus cheveyi Durand, 1940
- Kryptopterus cryptopterus (Bleeker, 1851)
- Kryptopterus dissitus Ng, 2001
- Kryptopterus geminus Ng, 2003
- Kryptopterus hesperius Ng, 2002
- Kryptopterus lais (Bleeker, 1851)
- Kryptopterus limpok (Bleeker, 1852)
- Kryptopterus lumholtzi Rendahl, 1922
- Kryptopterus macrocephalus (Bleeker, 1858)
- Kryptopterus minor Roberts, 1989
- Kryptopterus mononema (Bleeker, 1846)
- Kryptopterus palembangensis (Bleeker, 1852)
- Kryptopterus paraschilbeides Ng, 2003
- Kryptopterus piperatus Ng, Wirjoatmodjo & Hadiaty, 2004
- Kryptopterus sabanus (Inger & Chin, 1959)
- Kryptopterus schilbeides (Bleeker, 1858)
- Kryptopterus vitreolus Ng & Kottelat, 2013[1]